# Rio Grande Games
La Rio Grande Games è una casa editrice statunitense di giochi da tavolo, specializzata nella commercializzazione di giochi tedeschi nel mercato nordamericano, con sede a Rio Rancho nel Nuovo Messico.

## Storia
Nel 1995 Jay Tummelson iniziò a lavorare per conto della Mayfair Games. In quel periodo la Mayfair iniziò ad importare giochi da tavolo in stile tedesco negli USA, vendendoli tuttavia senza essere tradotti e senza una rete di vendita fissa. Tummelson per primo suggerì di tradurre i giochi e di commercializzarli per il grande pubblico americano, nel giro di breve tempo acquistò i diritti di Detroit/Cleveland Grand Prix, Manhattan, Modern Art, Streetcar, e I coloni di Catan, pubblicandoli tutti nel 1996.
Nel 1998 Tummelson fondò la Rio Grande Games, che da allora ha pubblicato oltre 350 giochi negli USA e da alcuni anni produce anche dei propri titoli che poi vengono concessi in distribuzione in Europa da subappaltatori.